# Galeopsis wirtgenii
Galeopsis wirtgenii là một loài thực vật có hoa trong họ Hoa môi. Loài này được F.Ludw. ex Briq. mô tả khoa học đầu tiên năm 1877.